# Línguas neoaramaicas
As línguas neoaramaicas, também conhecidas como aramaico moderno, são variantes do aramaico, vernáculos falados desde a Idade Média até os tempos modernos, e que evoluíram dos dialetos do aramaico médio existentes por volta de 1200 d.C. (data convencionada).
O termo não abrange aquelas línguas aramaicas que são utilizadas apenas como idiomas literários, sacros ou clássicos hoje em dia, como por exemplo o aramaico targúmico, o siríaco clássico e o mandeu clássico. Estes idiomas clássicos, no entanto, continuam a exercer influência sobre as línguas neoaramaicas coloquiais.
De acordo com o SIL Ethnologue, estima-se que existiam cerca de 550 000 falantes nativos dos dialetos neoaramaicos em 1994. O maior grupo são os sureth, que alguns dividem artificialmente, de acordo com a orientação religiosa, em neoaramaico assírio (232 300 falantes), neoaramaico caldeu (206 000 falantes) e o surayt/turoyo (112 000 falantes).
O grupo de línguas neoaramaicas não é uniforme e cresceu a partir de bolsões de comunidades que falavam o aramaico e retiveram suas línguas maternas ao longo das mudanças ocorridas pelos séculos. Este contínuo dialetal, logo, é incompleto, e diversas de suas variantes já não existem mais. A inteligibilidade mútua entre as variantes dentro do grupo é limitada aos vizinhos mais próximos. Diversas destas variantes, no entanto, têm características em comum mas que se desenvolveram paralelamente às variantes do aramaico médio e das línguas clássicas.
Ao longo da história do idioma aramaico, uma fronteira dialetal clara que divide as variantes ocidentais e orientais sempre existiu, correndo de maneira transversal pelo deserto sírio, de sudeste a noroeste. O aramaico oriental continuou a ser dominante por toda a história, e todas as variantes clássicas são orientais. Apenas o neoaramaico ocidental, falado em Maalula e nas aldeias vizinhas, no Antilíbano, continua a ser testemunha das variantes ocidentais.
As outras línguas neoaramaicas são todas variantes orientais, embora com pouca homogeneidade. Dentro do grupo destaca-se o mandeu moderno, que tem pouca inteligibilidade com as outras variantes; é descendente direto do mandeu clássico, que traça suas raízes ao aramaico influenciado pelo persa falado no Império Arsácida. O mandeu moderno é falado por cerca de cem pessoas, principalmente mandeus que vivem em Ahvaz, no Irã.
As outras línguas neoaramaicas orientais têm mais coisas em comum. Alguns estudiosos chamam este grupo de neoaramaico central (embora este nome também seja utilizado para outro subgrupo menor) ou neoaramaico setentrional. Estas línguas podem ser divididas ainda de diversas outras maneiras; por vezes são classificadas por religião, divididas em variantes judaicas e cristãs. Não existe, no entanto, uma inteligibilidade total dentro de cada comunidade religiosa, e por vezes existe mais inteligibilidade entre variantes faladas por diferentes grupos religiosos. Neste ponto, destacam-se as variantes cristãs do extremo noroeste da Mesopotâmia, como o neoaramaico central (que não é equivalente à classificação citada no início do parágrafo). Este subgrupo, formado pelo turoyo/surayt e o mlahsô, já extinto, ambos influenciados pelo siríaco clássico. Outras variantes, tanto judaicas quanto cristãs, formam o maior subgrupo do neoaramaico, geralmente chamado de neoaramaico do nordeste. As variantes cristãs do neoaramaico do nordeste foram influenciadas pelo siríaco clássico, embora em menor escala do que o neoaramaico central; as variantes judaicas foram influenciadas pelo aramaico targúmico.

## Falantes por dialeto
- Neoaramaico do nordeste:
  - Neoaramaico assírio - 232.300 [1]
  - Neoaramaico bothan - 1.000 (1994) [2]
  - Neoaramaico caldeu - 206.000 [3]
  - Hértevin - 1.000 (1999) [4]
  - Hulaulá - 10.350 [5]
  - Koy Sanjaq Surat - 800 (1995) [6]
  - Lishán Didán - 4.450 [7]
  - Lishana Deni - 7.500 (1995) [8]
    - Neoaramaico betanure judaico (incluído no Lishana Deni[8]) - ~35 (1980) [9]

  - Lishanid Noshan - 2.200 (1994) [10]
  - Senaya - 460 [11]
- Neoaramaico do noroeste:
  - Turoyo - 62.000 [12]
- Mandeu - 100-200 [13][14]
- Neoaramaico ocidental - 15.000 (1996) [15]